# CSA Steaua Bucarești (basquetebol)
O Clube Esportivo das Forças Armadas Steaua Bucareşti (romeno:Clubul Sportiv al Armatei Steaua)   é o departamento de basquetebol do clube multi-esportivo CSA Steaua Bucareşti situado na cidade de Bucareste, Roménia que disputa atualmente a Liga Romena.

## Histórico de temporadas
Fontes: eurobasket.com e frbaschet.ro
| Temporada | Competição Doméstica | Competição Doméstica | Competição Doméstica | Competição Doméstica | Competição Doméstica | Competição Doméstica | Copa Romena       | Copa Romena | Competições Europeias | Competições Europeias |
| Temporada | Nível                | Liga                 | Pos.                 | TR.                  | PL.                  | Pós Temporada        | Copa              | Supercopa   | Liga                  | Resultado             |
| --------- | -------------------- | -------------------- | -------------------- | -------------------- | -------------------- | -------------------- | ----------------- | ----------- | --------------------- | --------------------- |
| 2014-15   | 1                    | LNBM                 | 2º                   | 18-6                 | 3-3                  | Semifinalista        | Quartas de finais | —           | —                     | —                     |
| 2015-16   | 1                    | LNBM                 | 3º                   | 15-7                 | 6-4                  | Terceiro colocado    | Quartas de finais | —           | —                     | —                     |
| 2016-17   | 1                    | LNBM                 | 3º                   | 13-7                 | 6-4                  | Finalista            | Semifinais        | —           | 4 Copa Europeia       | FG 1-5                |
| 2017-18   | 1                    | LNBM                 | 3º                   | 22-11                | 7-7                  | Finalista            | Semifinais        | —           | 4 Copa Europeia       | FC 0-2                |
| 2018-19   | 1                    | LNBM                 | 7º                   | 12-12                | 0-3                  | Quartas de finais    | Quartas de finais | —           | 4 Copa Europeia       | FG 1-5                |
| 2019-20   | 1                    | LNBM                 | COVID-19             | COVID-19             | COVID-19             | COVID-19             | Quartas de finais | —           | —                     | —                     |
| 2020-21   | 1                    | LNBM                 | 10º                  | 9-17                 |                      |                      | Quartas de finais | —           | —                     | —                     |
| 2021-22   | 1                    | LNBM                 | 10º                  | 12-18                |                      |                      | Oitavas de finais | —           | —                     | —                     |
| 2022-23   | 1                    | LNBM                 | 13º                  | 17-13                |                      | Rebaixado            | Fase preliminar   | —           | —                     | —                     |
| 2023-24   | 2                    | Liga 1               | 1º                   | 14-0                 | 3-0                  | Promovido            | —                 | —           | —                     | —                     |
| 2024-25   | 1                    | LNBM                 | 13                   | 11-19                |                      |                      | Oitavas de finais | —           | —                     | —                     |

## Títulos
Liga Romena
- Campeão (21):1956, 1958, 1959, 1960, 1961, 1962, 1963, 1964, 1966, 1967, 1978, 1980, 1981, 1982, 1984, 1985, 1986, 1987, 1989, 1990, 1991